# Sätra (métro de Stockholm)
Sätra est une station du métro de Stockholm situé dans le quartier de Sätra. 
Elle est desservie par la ligne rouge et située entre les stations de Skärholmen et de Bredäng.

## Situation sur le réseau

Tunnel
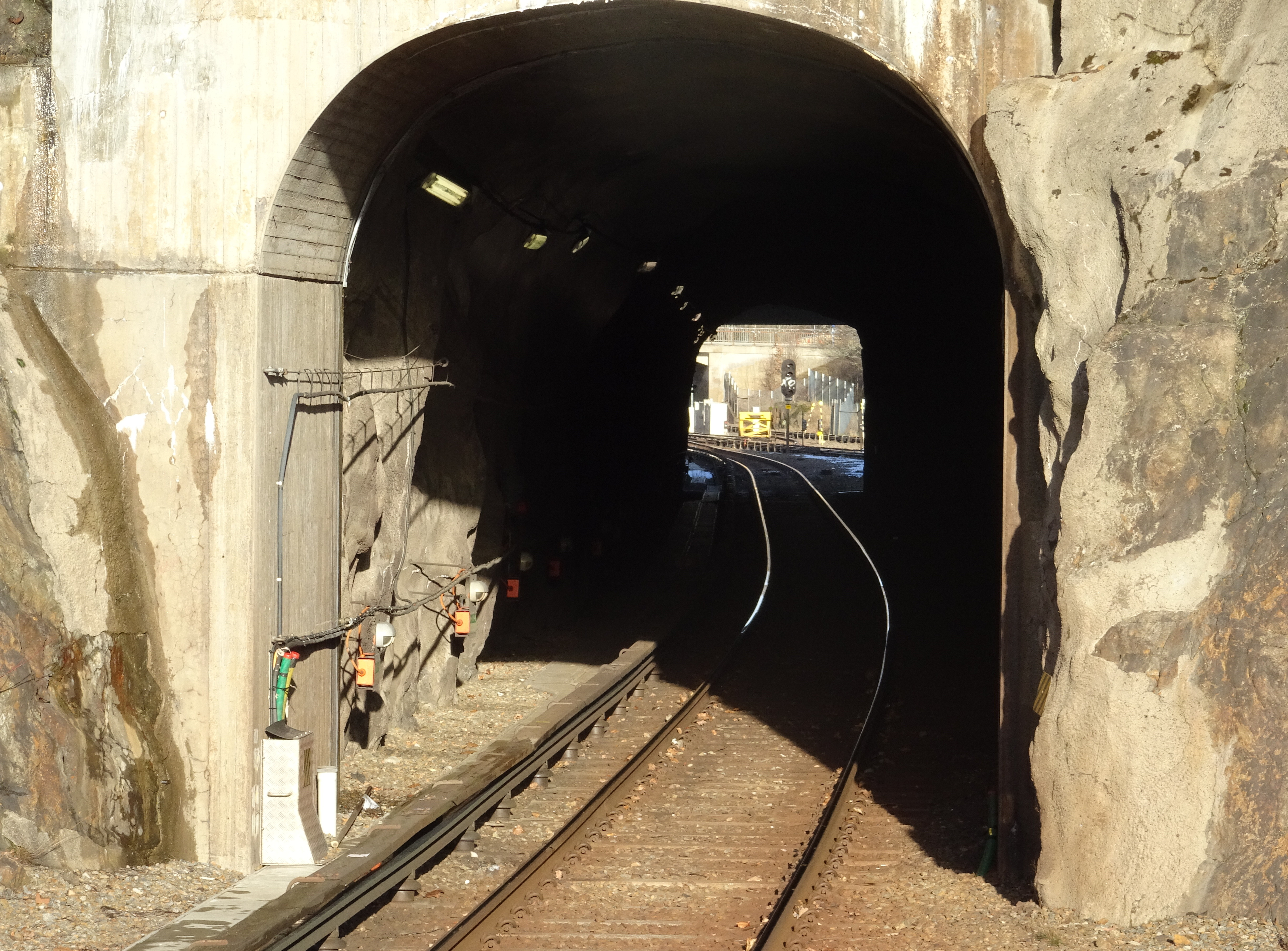
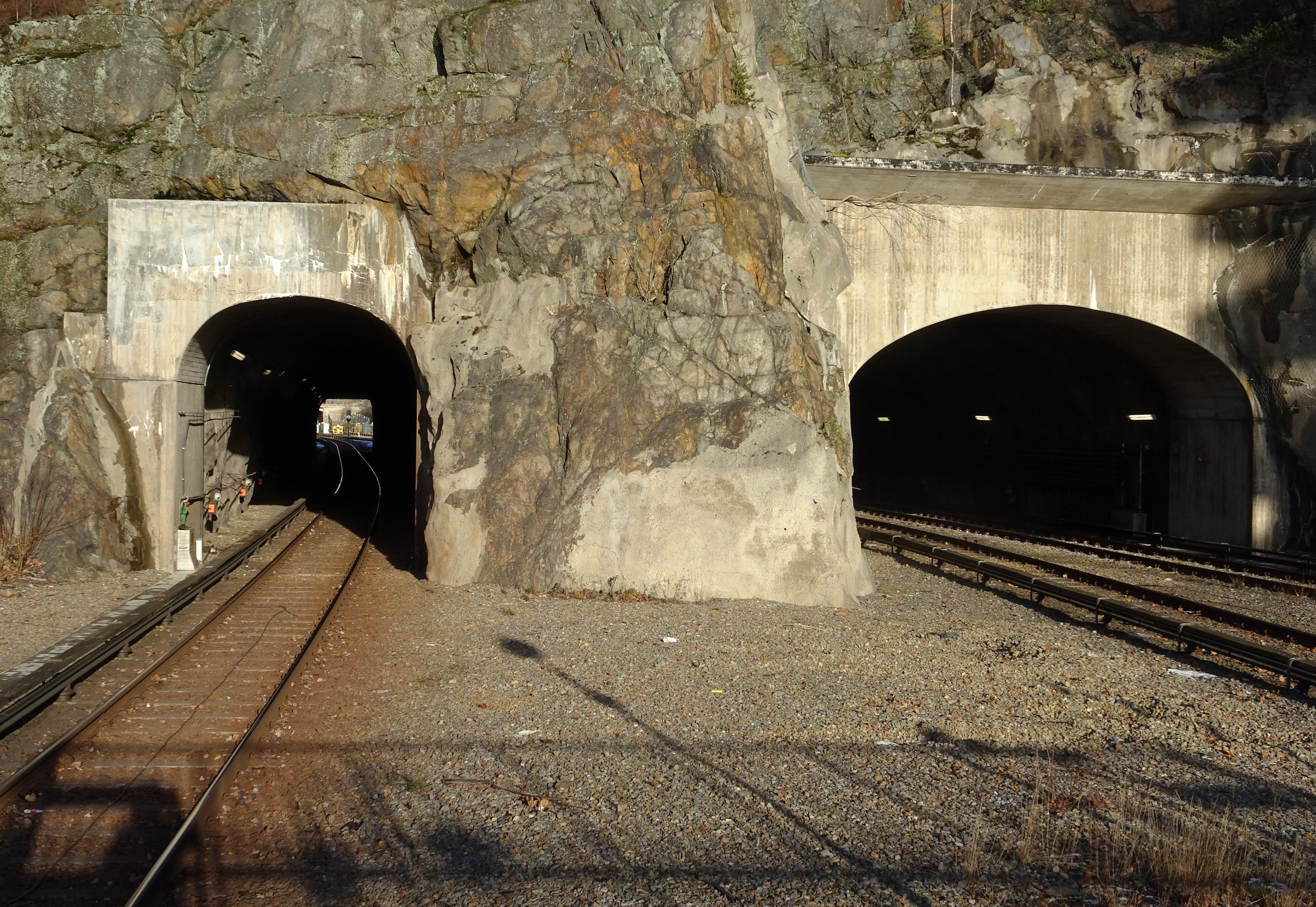

## Histoire
Ouverte le 16 mai 1965, Sätra était le terminus jusqu'au 1er mars 1967, lorsque la ligne a été prolongée. Elle a été conçue par le cabinet de conseil VBB

## Services aux voyageurs

### Accès et accueil
L'accès à la station est situé sous le centre commercial de Sätra.

### Desserte
Dispose de deux quais, l'un pour les trains vers Norsborg et l'autre pour les trains vers Ropsten, la station dispose également d'un quai central et fait aujourd'hui encore office de terminus pour certains trains de la ligne rouge en direction de Norsborg.

Installations
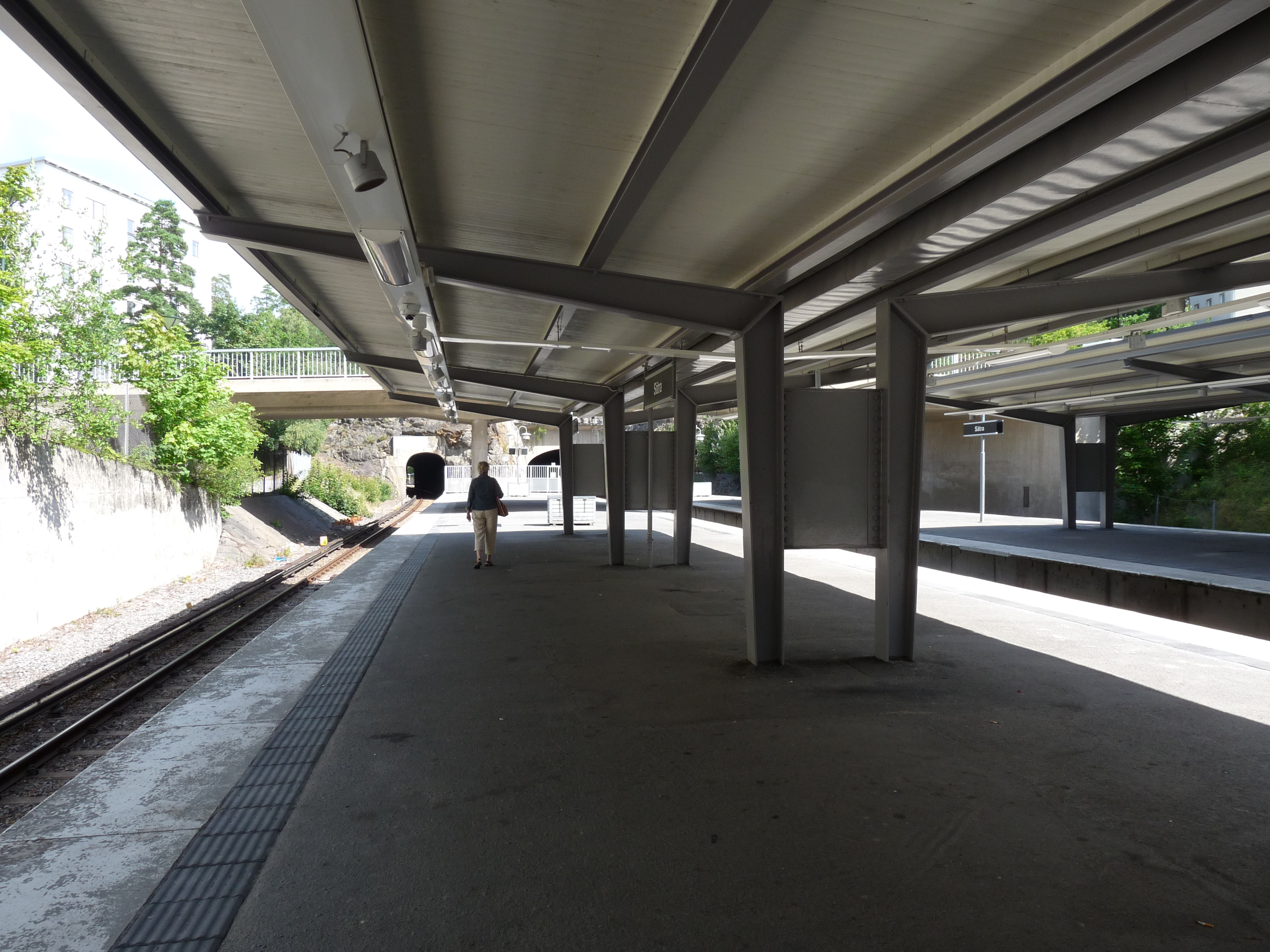
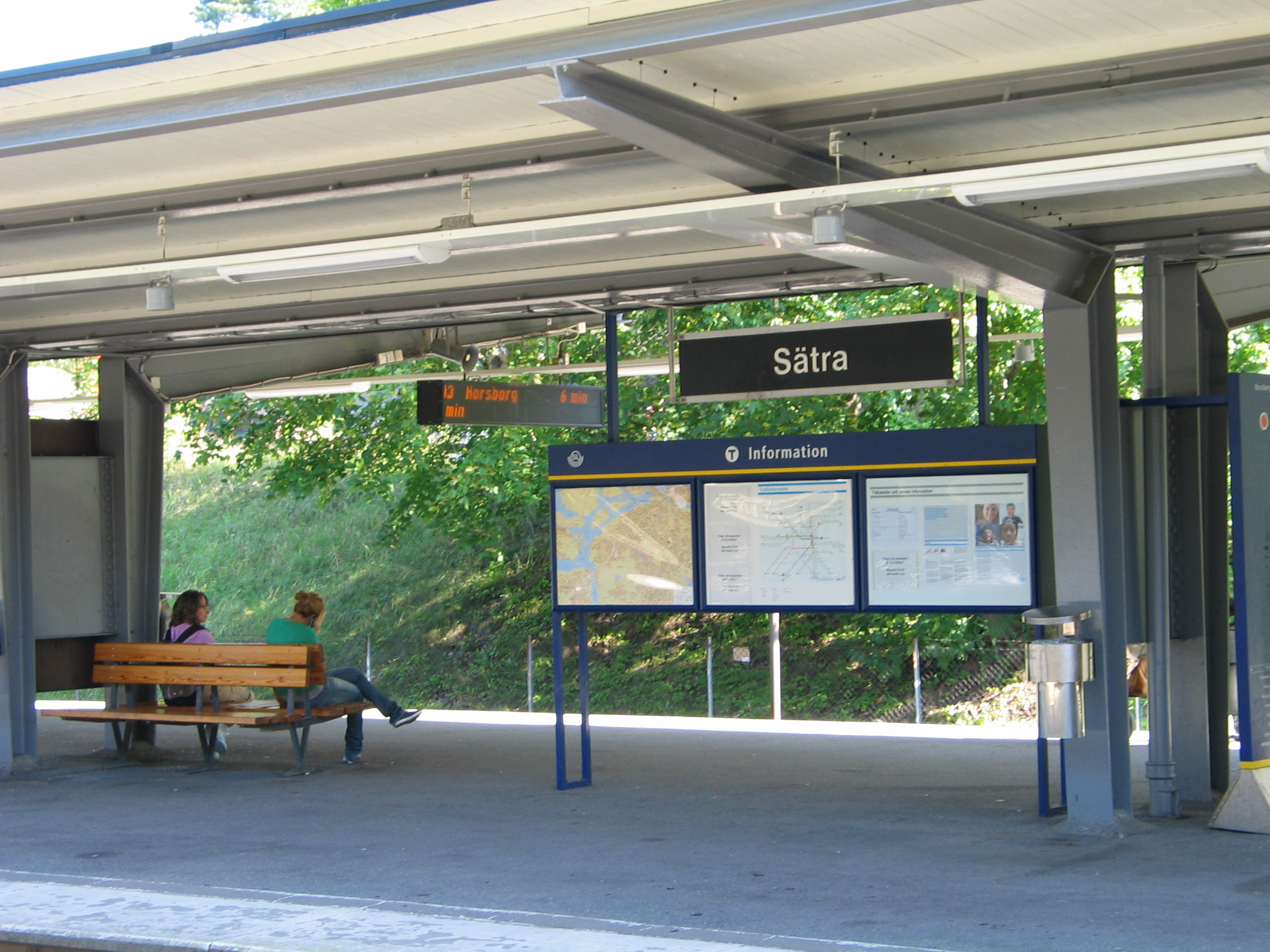
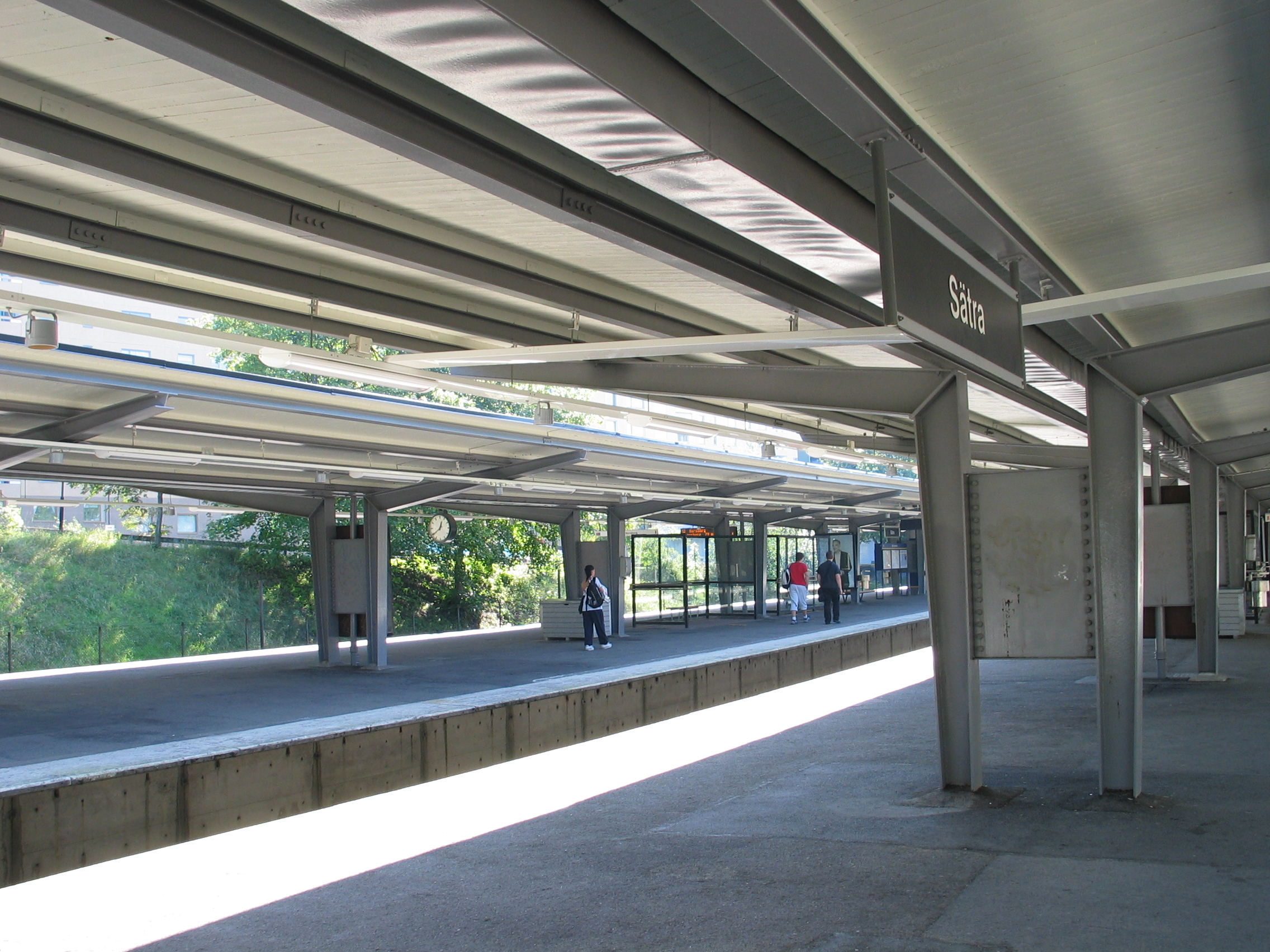

## Art dans la station
La décoration artistique de Päivi Ernkvist (sv) a été inaugurée en 1994. Inspirée des Mille et une nuits, elle est essentiellement bleutée et réalisée en carreaux de céramique de différentes nuances.